# Гессенське курфюрство
Гессенське курфюрство (нім. Kurfürstentum Hessen), також відоме як Гессен-Кассельське курфюрство або скорочено Кургессен — назва Гессен-Кассельського ландграфства на території сучасної Німеччини, після того, як в 1803 році Наполеон надав його правителю титул курфюрста (право обирати імператора Священної Римської імперії).

## Історія
Коли Священна Римська імперія була ліквідована в 1806 році, гессенський володар Вільгельм вирішив зберегти титул курфюрста, навіть незважаючи на те, що титул імператора Священної Римської імперії було скасовано і він більше не обирався. У 1807 році за Тільзитським миром територія була приєднана до Вестфальського королівства, але в 1814 році Віденський конгрес відновив курфюрство.